# BMW G11 e G12
La BMW G11 è la sesta generazione della BMW Serie 7, un'autovettura di lusso della casa automobilistica tedesca BMW, prodotto dal 2015 al 2022 quando è stata sostituita dalla BMW G70. I modelli con il passo più lungo vengono denominati con la sigla L e hanno come nome in codice G12.
La presentazione ufficiale è avvenuta al Salone dell'automobile di Francoforte del 2015.

## Design

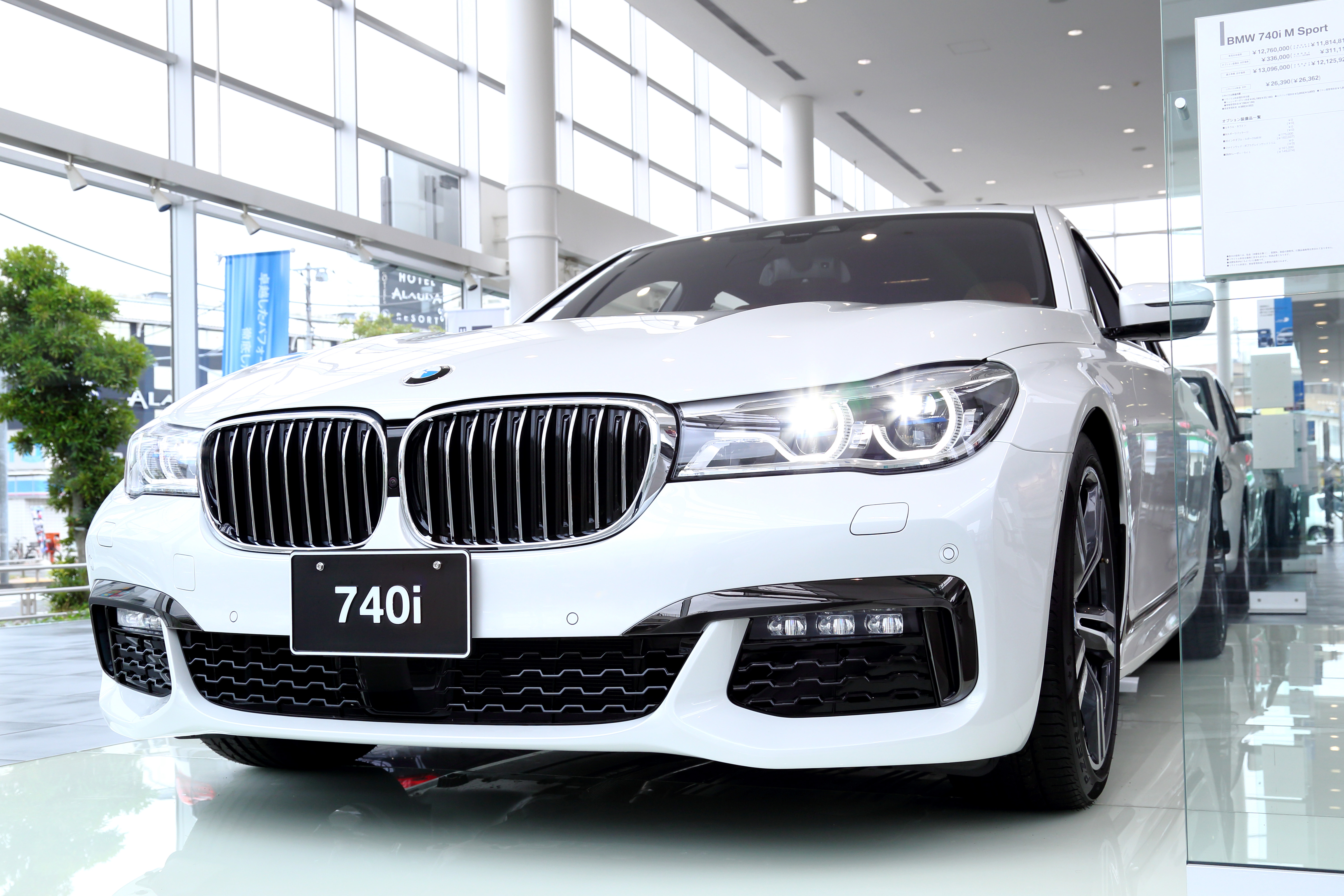
Dettaglio del frontale di una Serie 7; notare i fanali a LED che si uniscono al doppio rene dotato di griglia a profilo variabile

I fari della Serie 7 sono stati cambiati rispetto alla generazione precedente.
I proiettori a LED di serie si protraggono fino alla griglia a doppio rene e si estendono occupando tutta la parte superiore del frontale della vettura.
La linea è più snella e elegante rispetto alla vecchia generazione che era più massiccia e sportiva, apparendo in contrasto con la sua antenata. La forma esterna è stata disegnata sotto la supervisione del direttore design BMW Nader Faghihzadeh che è anche il "padre" delle coeve Serie 6 Coupé, Cabriolet e Gran Coupé.

## Telaio
Questa generazione della Serie 7 è la prima auto del gruppo BMW ad essere basata sulla nuova piattaforma modulare denominata OKL che caratterizzerà tutta la gamma BMW a trazione posteriore futura. La piattaforma OKL adotta la tecnologia introdotta nelle BMW i3 e i8, vale a dire l'introduzione di CFRP come componenti strutturale del telaio.

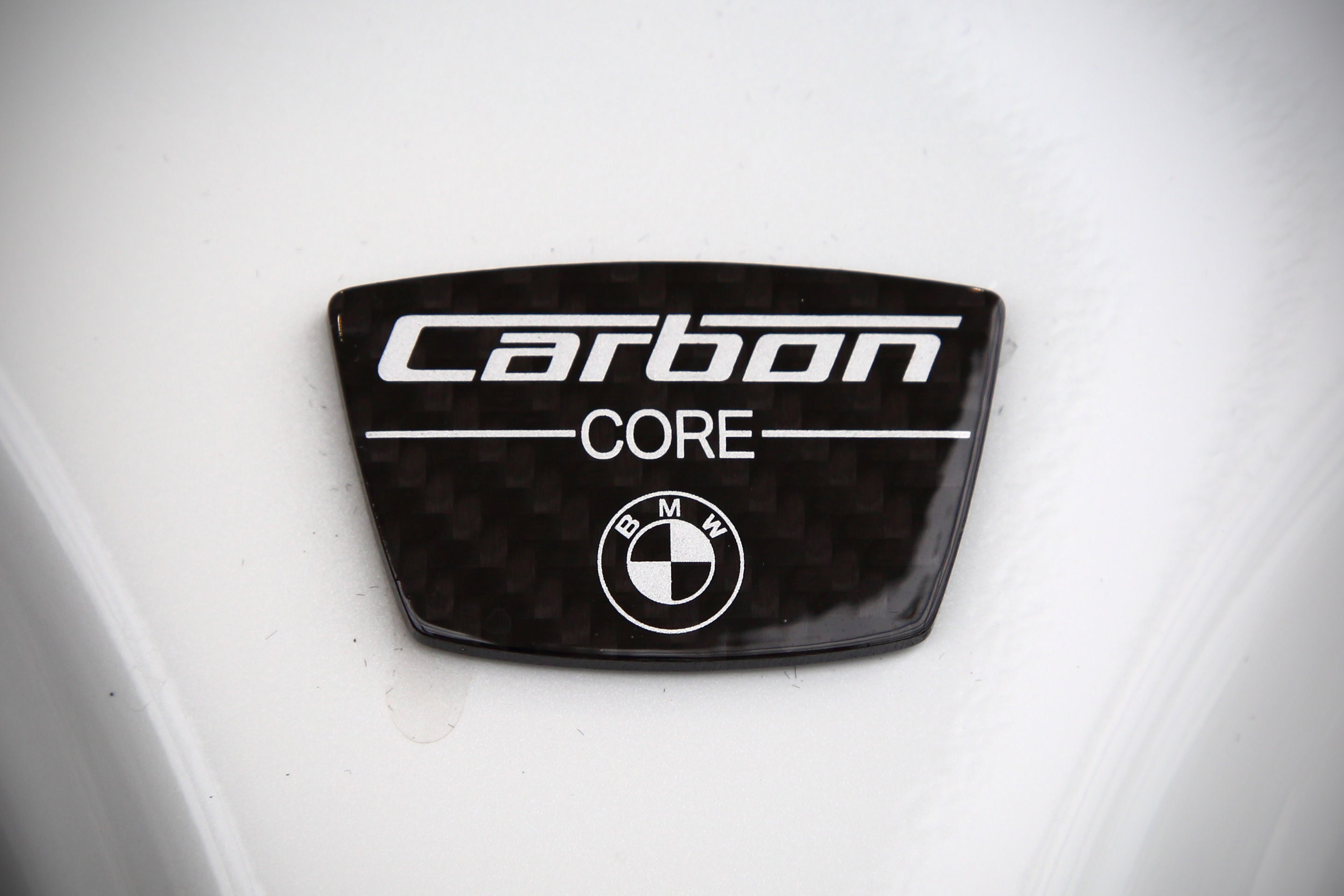
Logo del telaio in carbonio

L'abitacolo è in fibra di carbonio rinforzata (CFRP), acciaio ad alta resistenza e alluminio; ciò fa sì che la massa sia minore rispetto alla vecchia generazione, con un baricentro più basso e una distribuzione del peso mantenuta al 50/50 su ambedue gli assi. Il CFRP aumenta anche la resistenza strutturale in aree esposte a sforzi elevati, in quanto è in grado di deviare forze d'urto per evitare deformazioni del materiale, con conseguente maggiore rigidezza torsionale e strutturale. Largo uso dell'alluminio è stato fatto per le porte, il sistema frenante, i mozzi delle ruote e i bracci delle sospensioni posteriori, riducendo ulteriormente il peso e le masse non sospese. Il corpo vettura della Serie 7 pesa complessivamente 40 kg in meno rispetto a quello della precedente generazione.

## Tecnologia

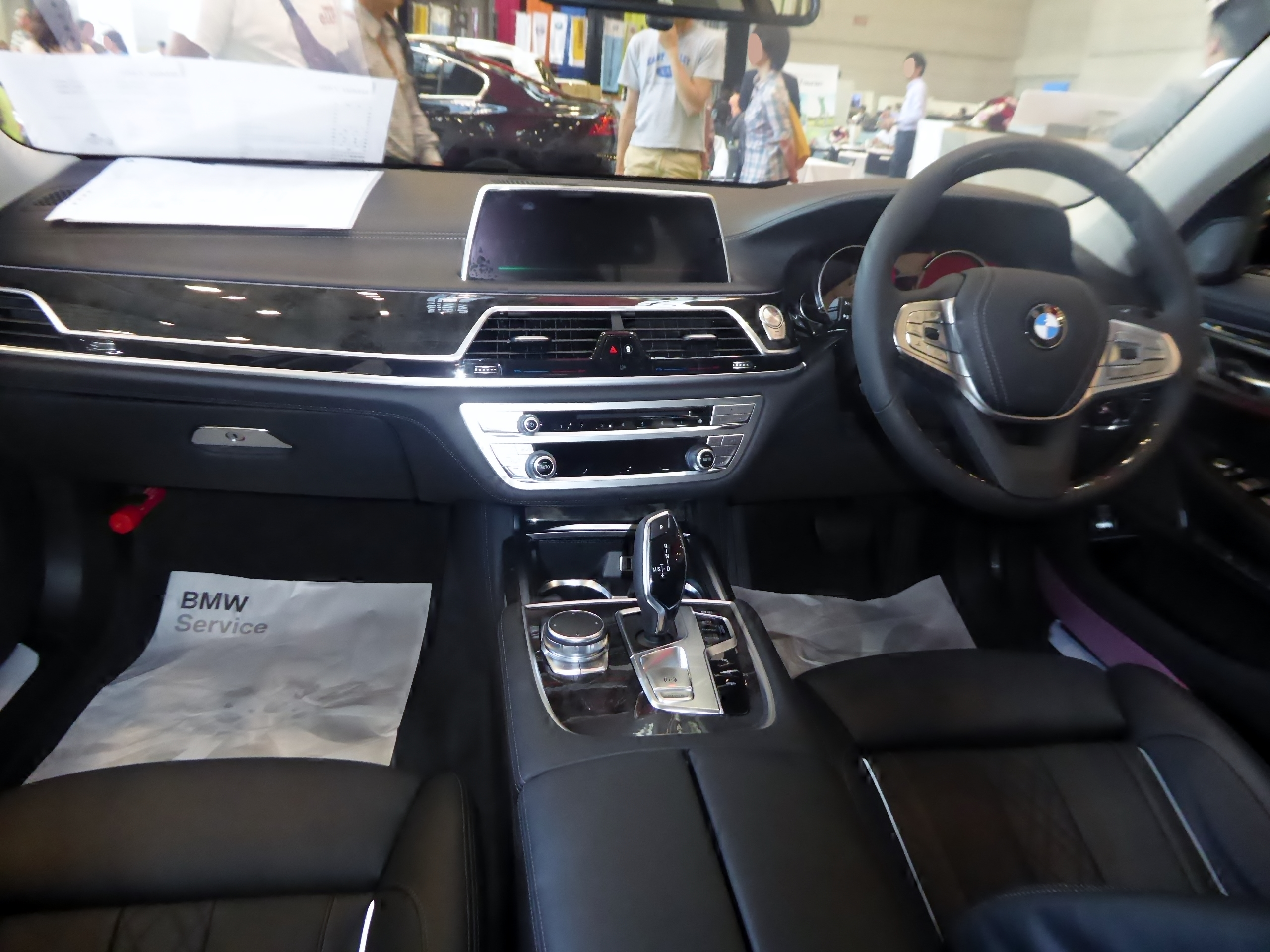
Interni di una BMW 740i G11

La parte anteriore è dotata di una griglia che si apre solo quando è richiesto un incremento del flusso d'aria al vano motore, riducendo la resistenza aerodinamica. Insieme agli sfoghi per l'aria inferiori dietro i parafanghi anteriori che riducono la turbolenza nei passaruota, tutte queste misure fanno sì che il coefficiente di resistenza aerodinamica è stato ridotto a 0,24 rispetto alla versione precedente.
La dotazione di serie, che comprendeva le sospensioni pneumatiche auto-livellamenti per il modello precedente è stata modificata con l'uso di nuove molle ad aria a due assi con controllo elettronico degli ammortizzatori che consentono di regolare automaticamente lo smorzamento delle asperità dell'asfalto in base all'ambiente e alla modalità di guida. Il sistema anti-rollio attivo è disponibile anche con un attuatore elettroidraulico che migliora i tempi di reazione degli ammortizzatori.
Per la prima volta le quattro ruote sterzanti, commercializzato con il nome Integral Active Steering è diventato disponibile anche per tutti i modelli a trazione integrale.

## Alpina B7

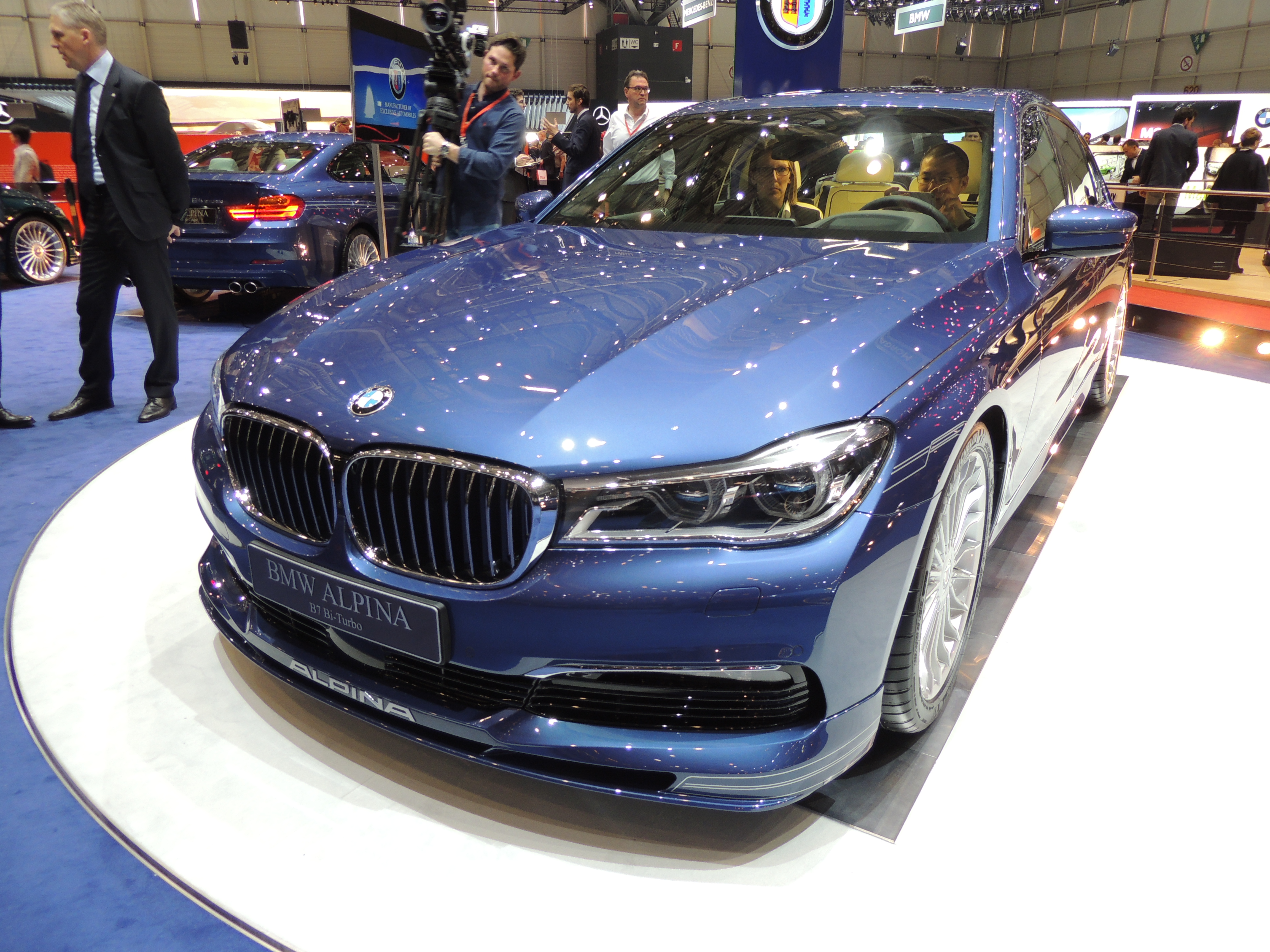
BMW Alpina B7 Bi-Turbo al salone di Ginevra 2016

L'Alpina B7 xDrive è stata annunciata dalla sezione della BMW presente in Nord America l'8 febbraio 2016 con la commercializzazione che parte da settembre 2016. Con una velocità massima di 310 km/h, uno 0-100 km/h in 3,7 secondi ed una configurazione più sportiva, è la più prestazionale e veloce Serie 7, ma è venduto dalla BMW solo in Nord America.
L'Alpina B7 dispone di un motore V8 biturbo da 4,4 litri di cilindrata che eroga 608 CV di potenza e 800 Nm di coppia. È stata presentata nel 2016 al Salone di Ginevra.

## M760Li

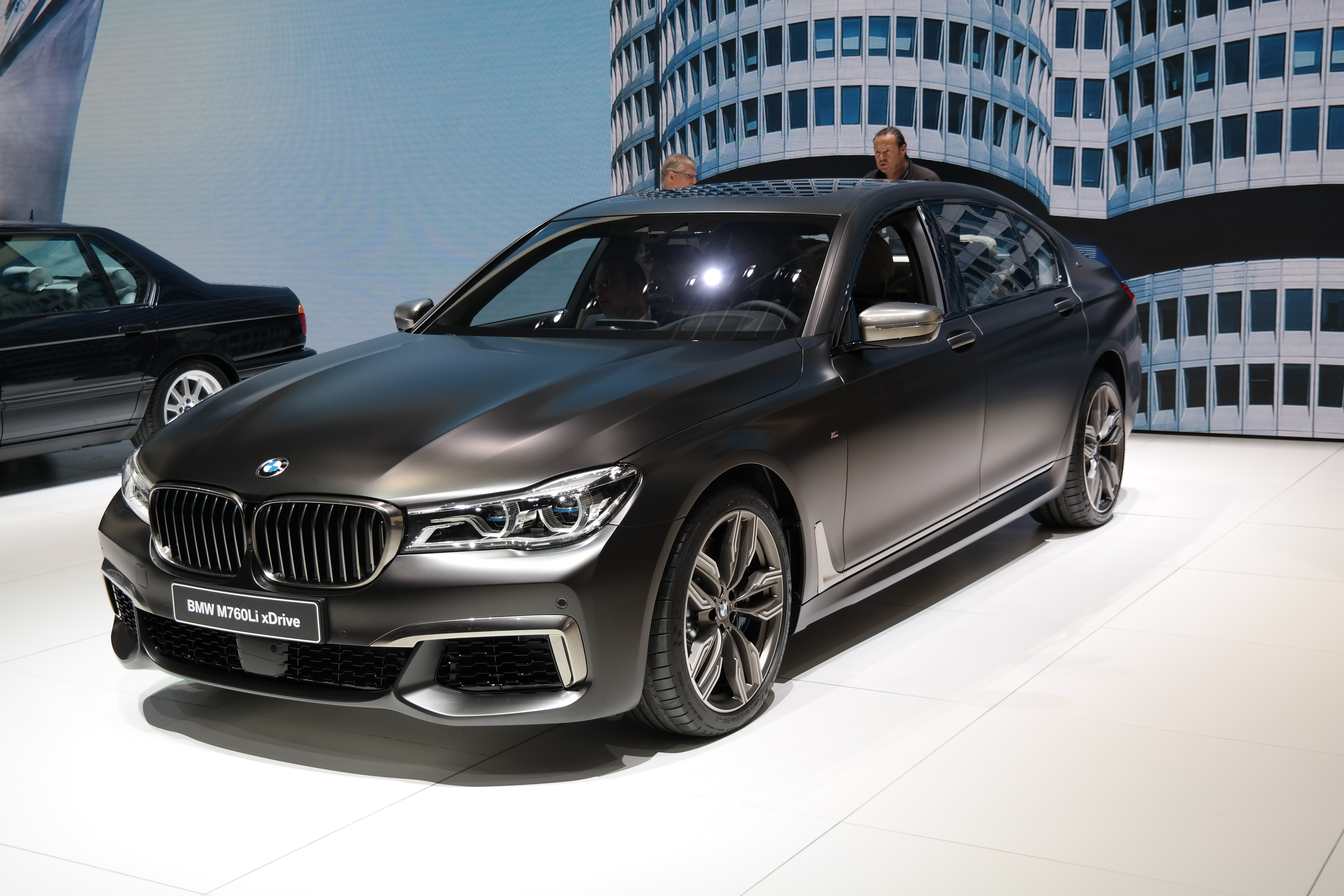
BMW M760Li xDrive

Il 12 febbraio 2016, la BMW ha annunciato la M760Li xDrive. Essa è la prima serie 7 ad avere un modello della divisione Motorsport (anche se non è una M7), andando incontro alla Mercedes-AMG S65. Svelato nel marzo 2016 al Salone di Ginevra, essa è dotata di un 6,6 litri con architettura V12 che produce 448 kW (601 CV), con un tempo di accelerazione da fermo nei 100 chilometri all'ora di 3,7 secondi. La velocità massima è limitata a 250 km/h, ma può essere aumentata a 305 km/h grazie al pacchetto accessorio M Driver’s Package.
Il motore V12 da 6,6 litri N74 è una versione derivata dai motori che si trovano nelle Rolls-Royce Ghost e Wraith.
La M760Li xDrive è la prima autovettura a quattro ruote motrici con motore V12 che ha all'anteriore la scatola ingranaggi del differenziale montato adiacente al lato del propulsore stesso, piuttosto che dietro o davanti, con un ripartitore che ha il compito di inviare la potenza sull'asse anteriore. Per confronto, sui motori W12 montati sulla Audi A8/S8, sulla Bentley Continental GT/Flying Spur, e sulla Volkswagen Phaeton il differenziale si trova davanti all'asse anteriore mentre sulla Ferrari FF, che ha un cambio separato, il differenziale si trova esattamente davanti al motore.

## Motori
La gamma dei propulsori è composta da un V8 4.4 litri, un 2.0 litri 4 cilindri a benzina e quattro motori 3.0 litri 6 cilindri in linea di cui tre diesel e uno a benzina, compreso il modello ibrido chiamato 740e e 740Le per la versione a passo lungo. Ogni modello può essere equipaggiato in opzione con le quattro ruote motrici ed è di serie per tutte le versioni e motorizzazioni il cambio automatico Steptronic a 8 rapporti. La 750i, 750Li, 740d e 740Ld hanno di serie la trazione integrale xDrive. È disponibile anche la versione 750d con quattro turbo che lo rende, al momento della presentazione, il motore ciclo Diesel con la più alta potenza specifica in assoluto: 98,23 kW per litro.
| Modello        | Disponibilità | Tipo                     | Codice      | Potenza         | Coppia | Trasmissione       | Da 0-100 km/h |
| Motori Benzina |               |                          |             |                 |        |                    |               |
| 730i / 730Li   | 2016-2022     | 2.0 twin-scroll turbo l4 | B48B30      | 190 kW (250 CV) | 400 Nm | 8 marce automatico | n.d           |
| 740i / 740Li   | 2016-2022     | 3.0 twin-scroll turbo I6 | B58B30      | 240 kW (320 CV) | 450 Nm | 8 marce automatico | n.d.          |
| 750i / 750Li   | 2016-2022     | 4.4 l twin-turbo V8      | N63B44 (TU) | 330 kW (440 CV) | 650 Nm | 8 marce automatico | 4,4 sec       |
| Motori Diesel  |               |                          |             |                 |        |                    |               |
| 730d / 730Ld   | 2016-2022     | 3.0 twin-scroll turbo I6 | B57B30      | 195 kW (261 CV) | 620 Nm | 8 marce automatico | 6,1 sec       |
| 740d / 740Ld   | 2016-2022     | 3.0 twin-scroll turbo I6 | B57B30      | 235 kW (320 CV) | 680 Nm | 8 marce automatico | 5,2 sec       |
| 750d / 750Ld   | 2016-2022     | 3.0 quad-scroll turbo l6 | B57B30      | 294 kW (400 CV) | 760 Nm | 8 marce automatico | 4,7 sec       |